# Inveniam viam
"Aut inveniam viam aut faciam"은 라틴어로 "나는 길을 찾거나, 새로 만들 것이다"이다.
이 문구는 한니발에 기인하였다.